# Gross Grünhorn
Gross Grünhorn (alternativt: Grosses Grünhorn) är ett berg i kommunen Fieschertal i kantonen Valais i Schweiz. Det är beläget i Bernalperna, cirka 65 kilometer sydost om huvudstaden Bern. Berget ligger mittemellan två av Alpernas största glaciärer: Aletsch och Fieschergletscher. Norr om Gross Grünhorn ligger Grosses Fiescherhorn. Toppen på Gross Grünhorn är 4 043 meter över havet.
Berget består delvis av den grönsvarta bergarten amfibolit och den grönaktiga färgen gav berget sitt namn. Vid södra sidan av massivet byggdes en fjällstuga (Konkordiahütte). Den första bestigningen utfördes 7 augusti 1865 av Edmund von Fellenberg tillsammans med guiderna Peter Michel, Peter Egger och Peter Inäbnit. Den nordöstra och den sydöstra kanten av berget är mycket branta med väggar som är cirka 700 respektive 500 meter höga.
Den första bestigningen utfördes den 7 augusti 1865 av fyra personer från Schweiz. Sedan fanns endast två obestigna toppar i Alperna kvar som var högre än 4000 meter.